# El molino (Rembrandt)
El molino es una pintura del artista barroco holandés Rembrandt Harmenszoon van Rijn. Forma parte de la colección permanente de la National Gallery of Art de Washington D. C.. Por mucho tiempo se dudó de su autoría;  ha sido restaurado en años recientes, pese a no ser universalemente aceptado. Antes la pintura se encontraba en la Colección Orleans. Perteneció cierto tiempo a Peter Arrell Brown Widener.
La pintura fue documentada por Hofstede de Groot en 1915, quien escribió: "952. PAISAJE CON MOLINO [comúnmente llamado, El molino]. Sm. 601 ; Bode 142 ; Dut. 452 ; Wb. 211 ; B.-HdG. 345. Junto a un ancho foso, elevado sobre la escarpa circular de un bastión arruinado, hay un molino de viento con algunas casas bajas. A la izquierda, el camino del molino lleva por un puentecito a través de una esclusa, hasta un desembarcadero en primer plano. Una mujer con un niño baja al agua; un hombre empuja una carretilla hacia arriba. En el centro, en primer plano, una mujer a la orilla del agua, lava la ropa. Un hombre detrás la mira. Por la derecha se acerca un bote transbordador con el mástil bajo; un hombre rema en él. A la derecha, en la orilla más lejana, en denso bosque, hay unas vacas y más allá una cabaña. Luz crepuscular. Los últimos rayos del sol iluminan la mitad derecha del cielo y envuelve el molino con su fulgor radiante. Pintado aproximadamente 1650. Tela, 34 pulgadas por 41 pulgadas.
Una copia sobre tabla, 34 1/2 pulgadas por 39 1/2 pulgadas, se exhibió en la Grafton Gallery, Londres, 1911, Núm. 67 [por T. Humphry Ward]. Grabado al agua fuerte por Mathieu, Dequevauviller, Turner, P. J. Arendzen. Mencionado por Bode, pp. 493, 579 ; Dutuit, p. 46 ; Michel, pp. 367, 555 [282 -3, 433]; Waagen, iii. 157. Exhibido en la British Institution, Londres, 1815, Núm. 37, y 1864, Núm. 112; en la Exposición de Invierno de la Royal Academy, Londres, 1878, Núm. 172 ; 1888, Núm. 74 ; y 1899, Núm. 40.
Venta. Duc d'Orléans, 1798 (£525, W. Smith) ; ve Buchanan, i. 196. En la colección del Marqués de Lansdowne, Bowood, antes de 1836 (de quién Sm. dice que pagó £840) ; vendido a P. A. B. Widener en 1911 (por £100,000). En la colección de P. A. B. Widener, Filadelfia."

## Iconología
El artista divide su cuadro en dos mitades contrastantes: la primera de ella que es casi dos tercios del cuadro y sobresale en la parte izquierda del cuadro una serie de claroscuros que muestra a un cielo desgarrado prácticamente entre los colores oscuros y grises, por otra parte se tiene un cielo plenamente azulado con tonos de luz cálida donde se ve que el río fluye en armonía. Ambas perspectivas dotan de una vivacidad a la escena que esta adquiere un paisaje dramático. Todo el ojo central de la figura se centra en ese molino que acapara el punto focal dando la apariencia de estar entronado en esa colina  que genera al mismo tiempo algunas diagonales con sus alas bañadas por ese sol.. El lugar de ese molino declara la relevancia de la fábrica holandesa con respecto a las vidas de los campesinos por más de 4000 años. El molino es la vida de las personas que funciona con la energía eólica: gracias a ellos el molinero puede moler trigo y se genera energía, por lo tanto el molino es la energía indispensable para la vida humana, de ahí la razón de sus elevaciones tan desiguales del objeto y los personajes.
Rembrandt coloca al centro este molino que guía la vista a un sendero al lado izquierdo que finalmente desciende al lago donde se encuentran las mujeres, pescadores y niños haciendo alguna labor. Se puede interpretar dicha pintura con un escenario que es consumido por la tempestad: poniendo el molino como “El Hogar de Rembrandt” ya que su padre en Leiden era un molinero y su madre de oficio como panadera, este era el hogar donde estuvo para su formación. Entre los años 1642-1668 pierde a su esposa Saskia e hijo Titus: lo cual lo condujo en una montaña rusa emocional y económicamente al punto de empeñar sus cuadros como garantía de pago. Cerca de 1650 llegó a estar en la bancarrota en el riesgo de perder su patrimonio al punto de que en 1657 y 1658 vendiera su imprenta y casa yendo a vivir a un lugar modesto en Rozengracht. Con estos episodios de depresión y bancarrota podemos traducir esta obra como un reflejo de la amenaza que este pintor sentía ante la vida tan cómoda, pasiva y sin preocupaciones que llevaba antes, marcando un antes y después para el artista incluso en sus mismos retratos.